# Gruczolak
Gruczolak (łac. adenoma) – łagodny nowotwór nabłonkowy, wywodzący się z nabłonka gruczołów wydzielania zewnętrznego i wewnętrznego (w tym układu APUD) oraz z przewodów tych gruczołów. Najczęstsze lokalizacje to: przysadka mózgowa, tarczyca, przytarczyce, kora nadnerczy, wyspy trzustkowe, przewód pokarmowy, gruczoł krokowy.

Przeczytaj ostrzeżenie dotyczące informacji medycznych i pokrewnych zamieszczonych w Wikipedii.